# Frédéric Cloutier
Frédéric Cloutier (* 14. Mai 1981 in Saint-Honoré-de-Shenley, Québec) ist ein italo-kanadischer Eishockeytorwart, der seit Dezember 2019 erneut bei Asiago Hockey in der Alps Hockey League respektive Italian Hockey League unter Vertrag steht. Sein Onkel Norm Gratton war ebenfalls als Eishockeyprofi aktiv, wobei er in den 1970er Jahren unter anderem in der National Hockey League spielte; ebenso dessen Bruder Gilles Gratton, der es als Torhüter ebenfalls in die NHL schaffte.

## Karriere
Cloutier begann seine Karriere in der kanadischen Ligue de hockey junior majeur du Québec, wo ihn Acadie-Bathurst Titan beim QMJHL Entry Draft 1998 in der sechsten Runde als insgesamt 84. Spieler gezogen hatte, ehe er 2001 den Sprung ins Profi-Eishockey schaffte und in die ECHL wechselte. Einen ersten Höhepunkt erreichte er in der Saison 2001/02, in der er mehrere Auszeichnungen der Liga gewinnen und hervorragende Leistungen zeigen konnte. Er verbrachte auch die folgenden Jahre in den nordamerikanischen Minor Leagues und wechselte dabei mehrmals die Mannschaft, wobei er jedoch niemals gedraftet wurde und auch kein einziges Spiel in der NHL absolvierte.
Mit der Saison 2007/08 wechselte Cloutier erstmals nach Europa und fungierte vier Jahre lang als erster Torwart des italienischen Erstligisten Ritten Sport, mit dem er auch drei Mal ins Finale einzog, aber nie den Titelgewinn schaffte, obwohl er jedes Jahr im Spitzenfeld der Torhüterwertung zu finden war.  Nach einem kurzen Aufenthalt in Kanada nahmen ihn im Verlauf der Saison 2011/12 die österreichischen Graz 99ers unter Vertrag, wo er die Rolle als erster Torhüter von Fabian Weinhandl übernahm. Cloutier überzeugte mit guten Leistungen, sodass sein Vertrag nach Saisonende verlängert wurde. Zur Saison 2013/14 unterzeichnete der Kanadier einen Kontrakt über zwei Monate bei den Starbulls Rosenheim in der DEL2, dort ersetzte er den verletzten Pasi Häkkinen. Nach dessen Genesung wechselte er zum Ligakonkurrenten Bietigheim Steelers. Zur Saison 2014/15 verließ Cloutier Deutschland in Richtung finnische Mestis, wo er seither für KooKoo die Schlittschuhe schnürt. Gleich in seinem ersten Jahr dort trug er mit der besten Fangquote der Mestis dazu bei, mit seinem Klub in die Liiga, die höchste finnische Spielklasse, aufzusteigen. Nach einem Jahr in der Liiga verließ Cloutier 2016 Finnland und wurde von Asiago Hockey aus der Serie A verpflichtet. Parallel zum Spielbetrieb in der italienischen Meisterschaft nimmt Asiago an der Alps Hockey League teil, deren Meisterschaft Cloutier 2018 mit dem Klub gewann. 2020 folgte der Gewinn der italienischen Meisterschaft.

### International
2010 wurde Cloutier von Cheftrainer Mark Messier in die Kanadische Nationalmannschaft berufen, mit welcher er beim Spengler Cup als erster Tormann auflief.
Seit seiner Heirat mit einer Italienerin besitzt er auch die italienische Staatsbürgerschaft und ist damit auch für die italienische Nationalmannschaft spielberechtigt. Im April 2016 bestritt er mit dieser die Weltmeisterschaft der Division I. Dabei gelang der Aufstieg in die Top-Division.

## Erfolge und Auszeichnungen
| - 2001 Trophée Jacques Plante - 2002 Teilnahme am ECHL All-Star Game - 2002 ECHL First All-Star Team - 2002 ECHL All-Rookie Team - 2002 ECHL Goaltender of the Year - 2002 ECHL Most Valuable Player - 2002 ECHL Rookie of the Year | - 2004 Teilnahme am ECHL All-Star Game - 2005 ECHL Second All-Star Team - 2010 Gewinn der Coppa Italia mit Ritten Sport - 2010 Gewinn der Supercoppa Italiana mit Ritten Sport - 2015 Aufstieg in die Liiga mit KooKoo - 2015 Beste Fangquote der Mestis |

### International
- 2016 Aufstieg in die Top-Division bei der Weltmeisterschaft der Division I, Gruppe A

## Karrierestatistik

### Play-offs
(Legende zur Torhüterstatistik: GP oder Sp = Spiele insgesamt; W oder S = Siege; L oder N = Niederlagen; T oder U oder OT = Unentschieden oder Overtime- bzw. Shootout-Niederlage; Min. = Minuten; SOG oder SaT = Schüsse aufs Tor; GA oder GT = Gegentore; SO = Shutouts; GAA oder GTS = Gegentorschnitt; Sv% oder SVS% = Fangquote; EN = Empty Net Goal; 1 Play-downs/Relegation; Kursiv: Statistik nicht vollständig)